# Liss-Gränsjön
Liss-Gränsjön är en sjö i Norrtälje kommun i Uppland och ingår i Skeboåns huvudavrinningsområde.